# فرام سافتور
فرام‌سافتور (به ژاپنی: 株式会社フロム・ソフトウェア Kabushikigaisha Furomu Sofutowea) یک شرکت توسعه‌دهنده بازی‌های ویدئویی واقع در توکیو، ژاپن است که در تاریخ ۱ نوامبر ۱۹۸۶، به عنوان شرکت تابعه کادوکاوا کورپوریشن تأسیس شده‌است. این شرکت بیشتر برای ساخت مجموعه بازی‌های ویدئویی نظیر آرمورد کور و سولز، و همچنین عناوینی همچون بلادبورن، سکیرو: سایه‌ها دو بار می‌میرند، و الدن رینگ شناخته شده‌است.

## بازی های تولید شده
در این لیست نام برخی از مهم ترین عنوان های این شرکت ذکر شده
- دیمنز سولز (2009)
- دارک سولز (2011)
- دارک سولز 2 (2014)
- بلاد بورن (2015)
- دارک سولز 3 (2016)
- سکیرو (2019)
- الدن رینگ (2022)
- الدن رینگ : شدو او دِ ارد تری (2024)